# Samuel Bronston
Samuel Bronston (Chisinau, 7 augustus 1908 – Sacramento, 12 januari 1994) was een Amerikaanse in het voormalige Bessarabië geboren filmproducent. 

## Leven en werk

### Afkomst en opleiding
Bronston werd als Moldavische Jood geboren in Chisinau, in Bessarabië, een regio die toen deel uitmaakte van het Russische Keizerrijk. Zijn vader was een redelijk succesvol zakenman die de revolutie, die in zijn land uitbrak, verachtte. Het feit dat de naam en faam van zijn familie verbonden werd met revolutionaire oom Leon Trotski deed hem in 1918 naar Parijs verhuizen. Jarenlang leefde het gezin in armoede. Tien jaar later genoot Bronston een opleiding aan de Sorbonne. 

### Eerste stappen in de filmwereld in Parijs en Hollywood
Na zijn studies werkte Bronston in Parijs in de filmindustrie als vertegenwoordiger voor Metro-Goldwyn-Mayer.
In 1937 verhuisde hij op 29-jarige leeftijd naar de Verenigde Staten. Zijn Amerikaanse beginjaren verliepen moeizaam. In de vroege jaren veertig werd hij zelfstandig filmproducent en kon hij twee films voor Columbia Pictures produceren. 
In 1943 stichtte hij de onafhankelijke Samuel Bronston Productions. 

### Spanje en epische films
Aan het einde van de jaren vijftig bouwde deze productiemaatschappij een immens filmstudiocomplex in Las Rozas, een gemeente in de omgeving van Madrid. Hiermee waagde Bronston zich op onbekend en praktisch onontgonnen terrein. 
Zo droeg hij in grote mate bij tot de doorbraak van Spanje als land waar Amerikaanse films konden worden opgenomen. Hij beschouwde de lage productiekosten (dankzij de lage koers van de peseta), het behoorlijke opleidingsniveau van de Spaanse technici, het gunstig klimaat en het afwisselend landschap als ideaal voor filmopnames die daardoor weinig verplaatsingen vergden.
In Spanje produceerde hij een aantal groots opgezette epische films tijdens de eerste helft van de jaren zestig. Hij deed meermaals een beroep op Anthony Mann en Nicholas Ray, regisseurs die al ruim hun sporen hadden verdiend. Hij deed ook een beroep op veteraan Henry Hathaway. De lijst van de aangetrokken acteurs (Charlton Heston en Sophia Loren voorop, maar ook onder meer Ava Gardner, David Niven, Alec Guinness, John Wayne en Claudia Cardinale) was al even indrukwekkend en prestigieus als de gigantische en historisch heel waarheidsgetrouwe sets die hij in zijn studio's liet bouwen.
Deze films, waaronder de kaskrakers El Cid en King of Kings en de historische oorlogsfilm 55 Days at Peking, kregen met de tijd een legendarische status. In vergelijking met zijn voorgangers bracht 55 Days at Peking nog amper winst op, wat weinig goeds voorspelde voor Bronstons volgende producties. 
Bronstons voorkeur voor het verwezenlijken van ambitieuze epische films bereikte een hoogtepunt met de sandalenfilm The Fall of the Roman Empire (1964). Het trage tempo en een duur van ruim drie uur deden Bronston de das om. Dit fiasco, een van de grootste uit de filmgeschiedenis, maakte abrupt een einde aan zijn bliksemsnelle opgang. Het tevens verlieslatende drama Circus World (1964) werd nog net voor het bankroet voltooid en uitgebracht. Faillissement en strafrechtelijke vervolging ruïneerden zijn reputatie en zijn carrière. 

### Privéleven
Bronston had vijf kinderen: dokter William Bronston, Irene Bronston, Andrea Bronston (een bekende zangeres in Spanje), Philip Bronston en Kira Bronston. 
Hij was de neef van de revolutionair en Sovjet-politicus Leon Trotski. 
Naar het einde van zijn leven toe werd Bronston getroffen door de ziekte van Alzheimer. Bronston overleed in 1994 op 85-jarige leeftijd aan een longontsteking.

## Filmografie
- 1942 - The Adventures of Martin Eden (Sidney Salkow)
- 1943 - City Without Men (Sidney Salkow)
- 1943 - Jack London (Alfred Santell)
- 1945 - A Walk in the Sun (Lewis Milestone)
- 1959 - John Paul Jones (John Farrow)
- 1961 - El Cid (Anthony Mann)
- 1961 - King of Kings (Nicholas Ray)
- 1963 - 55 Days at Peking (Nicholas Ray)
- 1964 - The Fall of the Roman Empire (Anthony Mann)
- 1964 - Circus World (Henry Hathaway)
- 1966 - Savage Pampas (Hugo Fregonese)
- 1966 - Dr. Coppelius (Ted Kneeland)
- 1977 - Brigham (Tom McGowan)
- 1984 - Fort Saganne (Alain Corneau)